# George Moorse
George Moorse (* 1. Mai 1936 in New York City, New York; † 30. Juli 1999 in Köln) war ein US-amerikanischer Filmregisseur.
Moorse begann seine Arbeit in Deutschland als Drehbuchautor, unter anderem für Peter Lilienthal (Claire). Er galt als einer der führenden Regisseure des Jungen Deutschen Films und arbeitete an der Fernsehserie Anderland mit. Er inszenierte die Filme Kuckucksjahre (1967) und Der Findling (1967, nach der Novelle von Heinrich von Kleist). Bundesfilmpreise erhielt er für den Kurzfilm In side out (1965) und den Spielfilm Lenz (1971). Im Jahr 1971 drehte er zudem den TV-Horrorfilm Vampira.
Moorse verfilmte Arbeiten Peter Zadeks fürs Fernsehen und erreichte besondere Popularität als Regisseur von 186 Folgen der Kult-Serie Lindenstraße, für die er bis zu seinem Tod arbeitete. Er führte auch Regie bei dem Film Entführung aus der Lindenstraße aus dem Produktionsjahr 1995. George Moorse starb 1999 an den Folgen eines Herzinfarkts.
Im Gedenken an George Moorse wurde das Eiscafé in der Serie Lindenstraße erst „Café Moorse“ und ab Mitte 2009 „Café George“ genannt.
Darüber hinaus ist ihm der Film Am Tag als Bobby Ewing starb (D 2005) gewidmet.

## Filmografie (Auswahl)
- 1967: Der Findling
- 1967: Kuckucksjahre
- 1968: Der Griller
- 1968: Liebe und so weiter
- 1971: Lenz
- 1973: Pan
- 1974: Inki
- 1974: Schattenreiter
- 1980: Daniel
- 1983: Brandmale
- 1983: Die Krimistunde (Fernsehserie, Folge 7)
- 1984: Gespenstergeschichten
- 1988:  Harald und Eddi, Comedy-Reihe, Staffel 2, Folgen 7–12
- 1994:  Harald und Eddi Extra, Special
- 1995: Entführung aus der Lindenstraße